# La joven madre
La joven madre es una escultura de Auguste Rodin concebida en 1885. Para su creación se utilizó bronce con pátina café y verde. Sus medidas son 38.7x36.4x26 cm. Fue fundido en París por Georges Rudier. Existen otras versiones de la obra, en mármol en la Galería Nacional de Edimburgo y otra en yeso en la Academia de la Legión de Honor de San Francisco, EUA.

## Descripción
La mujer se encuentra sentada en una roca y sostiene a su niño sobre su pecho. Posiblemente esta obra fue antecedente de la Joven madre en la gruta.
Se localiza en la parte inferior izquierda de La puerta del Infierno, representando el amor entre madre e hijo en una obra que en su mayoría presenta el amor entre amantes.